# Pierre Ascaride
Pour les articles homonymes, voir Ascaride.
Pierre Ascaride, né à Marseille en 1942, est un acteur, auteur et metteur en scène français.

## Biographie
Il commence sa carrière en 1965 au Théâtre Quotidien de Marseille. Compagnon de route du Théâtre de la Salamandre, il participe aux créations collectives de la compagnie entre 1972 et 1977. En 1978, il invente une forme théâtrale nouvelle : le «théâtre à domicile», nouvelle forme théâtrale permettant d’aller à la rencontre du public.
De 1984 à 2010, il dirige le Théâtre 71, scène nationale de Malakoff. En janvier 2011, le musicien Pierre-François Roussillon lui succède.
Pierre Ascaride est Chevalier des Arts et Lettres. Il est le frère de l'actrice Ariane Ascaride et de l'écrivain Gilles Ascaride.

## Filmographie
- 1975 : Histoire de Paul de René Féret
- 1977 : La Communion solennelle de René Féret
- 1980 : À vendre de Christian Drillaud
- 1983 : Itinéraire bis de Christian Drillaud
- 1983 : La Petite Bande de Michel Deville
- 1983 : Messieurs les jurés : L'Affaire Crozet d'Alain Franck

## Théâtre

### Comédien
- 1973 : La Vie de Jean-Baptiste Poquelin dit Molière, mise en scène Gildas Bourdet, Théâtre de l'Hôtel de Ville du Havre
- 1976 : La Vie de Jean-Baptiste Poquelin dit Molière, mise en scène Gildas Bourdet, Théâtre municipal de Tourcoing
- 1982 : L'essuie-mains des pieds de Gil Ben Aych, mise en scène Pierre Ascaride, Théâtre 71 à Malakoff
- 1984 : La Perle de la Canebière d'Eugène Labiche, mise en scène Pierre Ascaride, Théâtre de Sartrouville
- 1985 : La Perle de la Canebière d'Eugène Labiche, mise en scène Pierre Ascaride, Théâtre national de Strasbourg
- 1991 : L'Entretien des méridiens d'Evelyne Pieiller, mise en scène Joël Jouanneau, Festival d'Avignon, Odéon-Théâtre de l'Europe, Théâtre 71, Théâtre de Sartrouville
- 1994 : L'Île des esclaves de Marivaux, mise en scène Jean-Luc Lagarce, Théâtre de l'Athénée-Louis-Jouvet
- 1995: Samson D. Farigoule, de Gilles Ascaride, mise en scène Pierre Ascaride, Théâtre 71
- 1999 : Le Couteau Suisse de Pierre Ascaride, mise en scène de l'auteur, Théâtre 71
- 2000 : Au vrai Chichi Marseillais de Pierre Ascaride, mise en scène Cécile Backès, Théâtre 71
- 2003 : Mathilde de Véronique Olmi, mise en scène Didier Long, Théâtre du Rond-Point
- 2004 : Inutile de tuer son père, le monde s'en charge de Pierre Ascaride, mise en scène Ariane Ascaride, Théâtre 71, Théâtre de la Manufacture, Festival d'Avignon 2005
- 2006 : Filumena Marturano d'Eduardo De Filippo, mise en scène Gloria Paris, Théâtre de l'Athénée-Louis-Jouvet
- 2007 : Et ta sœur ? de Pierre Ascaride, mise en scène de l'auteur, Théâtre 71
- 2007 : Filumena Marturano d'Eduardo De Filippo, mise en scène Gloria Paris, tournée
- 2009 : Communistes et compagnons de route malakoffiots d’après des entretiens de militants communistes menés par Wajdi Mouawad, lecture Festival d'Avignon
- 2010 : Journée de noces chez les Cromagnons de Wajdi Mouawad, mise en scène Mylène Bonnet, Théâtre de la Tempête
- 2010 : Enfants du siècle, un diptyque : Fantasio & On ne badine pas avec l'amour d'Alfred de Musset, mise en scène Benoît Lambert, Comédie de Caen, Théâtre de l'Agora Évry, Théâtre 71
- 2011 : Enfants du siècle, un diptyque : Fantasio & On ne badine pas avec l'amour d'Alfred de Musset, mise en scène Benoît Lambert, tournée

### Metteur en scène
- 1981 : La Secrétaire de Natalia Ginzburg, Théâtre de la Commune
- 1982 : L'essuie-mains des pieds de Gil Ben Aych, avec Ariane Ascaride, Théâtre 71 à Malakoff
- 1984 : La Perle de la Canebière d'Eugène Labiche, Théâtre de Sartrouville, Théâtre national de Strasbourg
- 1987 : Le Médecin malgré lui de Molière, Théâtre 71
- 1988 : À la Septième Heure de la pleine lune de Rejeb Ben Sahli, Théâtre 71
- 1992 : Papa de Serge Valletti, Théâtre 71
- 1992 : Jeux de langues
- 1995 : Les Putes d'Aurelio Grimaldi, Théâtre 71
- 1999 : Le Couteau Suisse de Pierre Ascaride, Théâtre 71
- 2007 : Et ta sœur ? de Pierre Ascaride, Théâtre 71
- 2008 : Jeux de langues Le Retour

## Publications
- Jeux de langues
- Au vrai chichi marseillais
- Inutile de tuer son père, le monde s'en charge, éd. L'Atalante, 2004
- Et ta sœur ?, suivi de Ça te dérange ? Moi ça m'arrange, éd. L'Atalante